# Droom

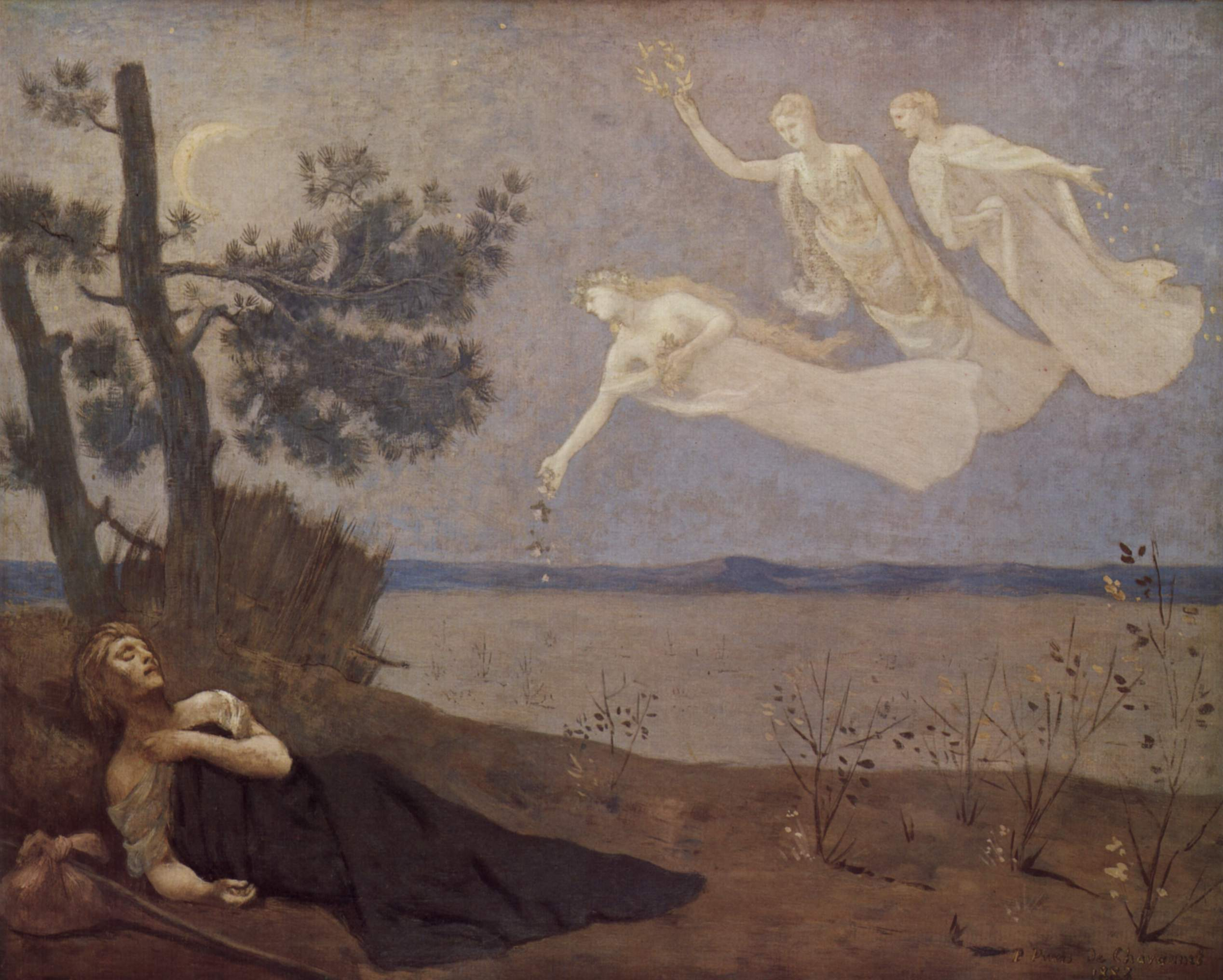
De droom van Pierre-Cécile Puvis de Chavannes, 1883

Een droom is een opeenvolging van beelden, gedachten, emoties en gevoelens die zich gewoonlijk onvrijwillig in de geest voordoen gedurende bepaalde fasen van de slaap. Wat dromen precies zijn en waar dromen voor dienen is nog grotendeels onbekend, ondanks dat ze al eeuwen onderwerp zijn geweest van wetenschappelijke, filosofische en religieuze reflectie. De wetenschap die zich bezighoudt met het bestuderen en interpreteren van dromen heet oneirologie.
Dromen komen hoofdzakelijk voor tijdens de remslaap (rapid-eye-movement): een slaapstadium waarin de hersenen een grote activiteit vertonen, vergelijkbaar met hersenactiviteit van overdag. Sommige dromen kunnen ook voorkomen tijdens andere stadia van de slaap, maar deze dromen zijn vaak minder levendig en raken snel uit de herinnering. De duur van een droom kan enorm variëren; sommige duren een aantal seconden, anderen wel 20-30 minuten. Gemiddeld droomt men drie tot vijf keer per nacht, maar dit kan ook meer zijn; de meeste dromen worden vrijwel onmiddellijk vergeten. Dromen waarin ervaringen van de voorgaande dag een rol spelen zijn in verband gebracht met thèta-activiteit, wat suggereert dat er verwerking van het emotioneel geheugen plaatsvindt in de remslaap.
Sigmund Freud, de grondlegger van de psychoanalyse, formuleerde begin 1900 uitgebreide droomtheorieën en probeerde de betekenissen achter dromen te verklaren. Hij zag dromen als manifestaties van iemands diepste verlangens en angsten, vaak met betrekking tot verdrongen jeugdherinneringen, obsessies en seksualiteit. In De droomduiding (1899) ontwikkelde Freud een techniek om dromen psychologisch te interpreteren. Ook later in de twintigste eeuw werden dromen gezien als een verbinding met het onderbewustzijn. De gebeurtenissen in dromen zijn over het algemeen buiten de controle van degene die de droom ervaart, met uitzondering van lucide dromen, waarbij de dromer zelfbewust is.

## Algemeen

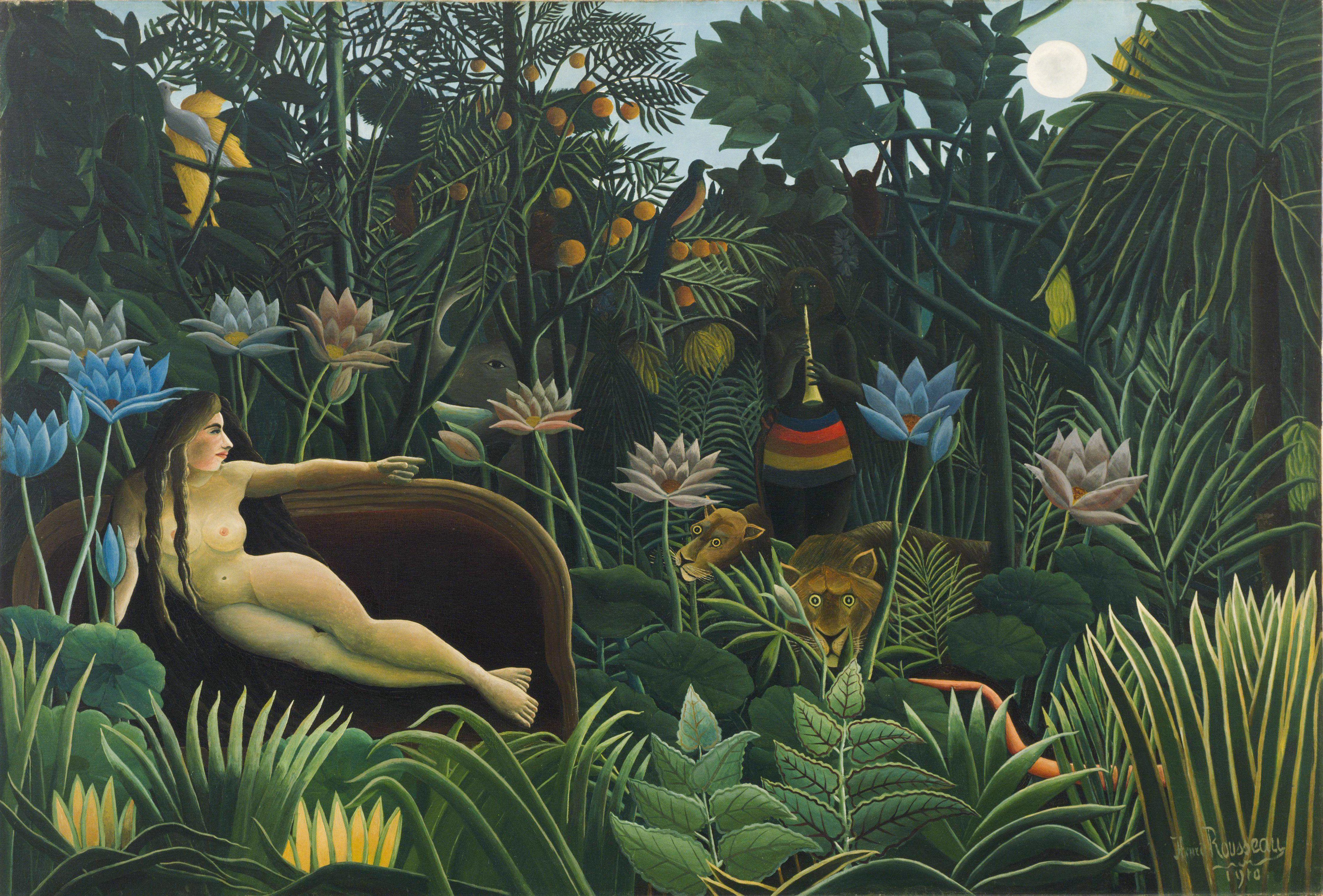
De Droom van Henri Rousseau, 1910

Een mens droomt gedurende zijn leven bij benadering zes jaar lang, wat overeenkomt met ongeveer twee uur per nacht. De meeste dromen duren slechts 5 tot 30 minuten. Het is onbekend waar dromen in de hersenen ontstaan, of ze een enkele oorsprong hebben of dat er meerdere delen van de hersenen bij betrokken zijn, en welke functies dromen hebben voor het lichaam of de geest.
Ten aanzien hiervan zijn veel hypothesen voorgelegd. Zo is gebleken dat men vaak droomt over dingen die men overdag heeft meegemaakt. Dit wordt de dagrest genoemd. Dromen zouden helpen de gebeurtenissen te verwerken. In een droom zou men ook nieuwe ideeën kunnen opdoen omdat de hersenen 's nachts totaal anders denken dan overdag, onlogisch en associatief. Ze brengen oude zaken met nieuwe in verband met elkaar op een manier die bij wakkere toestand niet bedacht zou worden. Dromen kunnen ook voortkomen uit diepe verlangens.
In het verleden zag men dromen als boodschappen van de goden en kende men er een voorspellende functie aan toe. Om de verschillende droomsymbolen te analyseren, waren er droomduiders en droomboeken.
In de Bijbel zijn daar verschillende voorbeelden van te vinden,
bijvoorbeeld Jozef in Genesis en Daniël.

## Neurobiologie

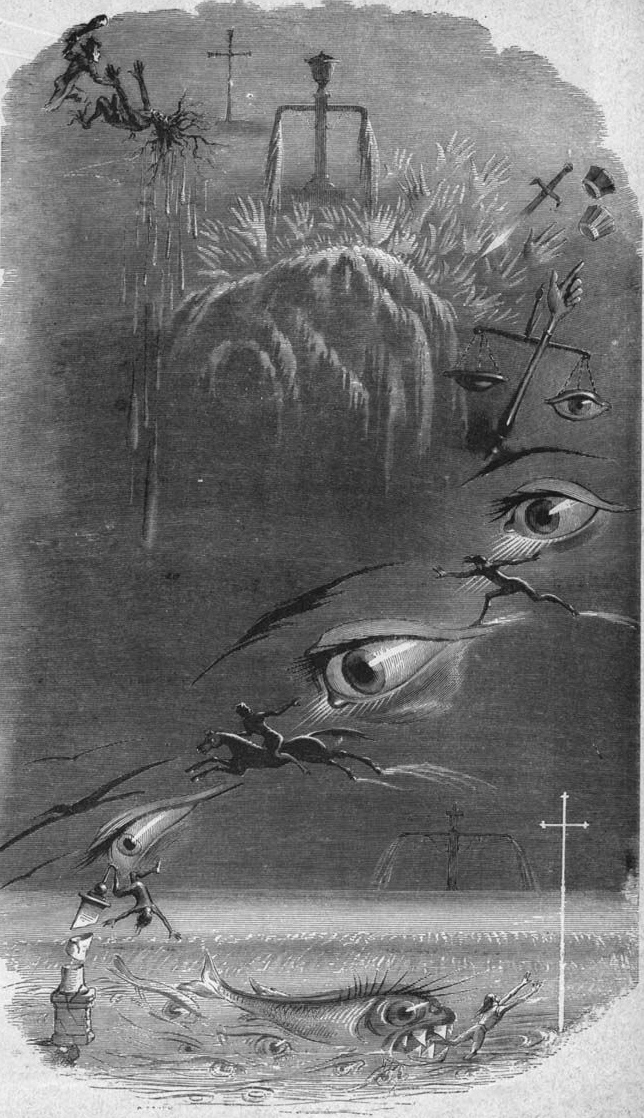
Dream of Crime and Punishment van Jean-Ignace-Isidore Gérard, 1847

Er zijn veel neurobiologische onderzoeken gedaan naar personen die in de remslaap verkeren. De activiteit van verschillende hersengebieden is hiermee vastgesteld. Een belangrijke ontdekking was dat tijdens de remslaap de afgifte van de neurotransmitters noradrenaline, serotonine en histamine volledig wordt onderdrukt.
Tijdens de meeste dromen is de persoon die de droom ondergaat niet bewust van het feit dat hij droomt, hoe absurd of bizar de droom ook is. De reden hiervoor is dat de prefrontale cortex, het gebied van de hersenen dat verantwoordelijk is voor logica en inschattingsvermogen, een verminderde activiteit vertoont tijdens dromen. Dit stelt de dromer in staat om actiever met de droom om te gaan zonder na te denken over wat er zou kunnen gebeuren. Mensen waarbij dit hersendeel beschadigd raakt, ervaren geen veranderingen in hun dromen.
Doordat de prefrontale cortex en de hippocampus nauwelijks functioneren tijdens de remslaap, is het nog onduidelijk hoe een opeenvolging van beelden met enigszins herkenbare inhoud kan worden waargenomen gedurende de slaap. Een veelgehoorde neurobiologische verklaring stelt dat specifieke hersengolven (PGO-golven) die in de remslaap ontstaan, de neocortex en bijbehorende neurale gebieden spontaan activeren. Relatief diffuse signalen vanuit de hersenstam worden door de neocortex geïnterpreteerd en gevisualiseerd op een zo coherent mogelijk manier. De intensiteit van dromen wordt onder andere bepaald door een verhoogde productie van dopamine in de area tegmentalis ventralis.

### Activatiesynthesetheorie

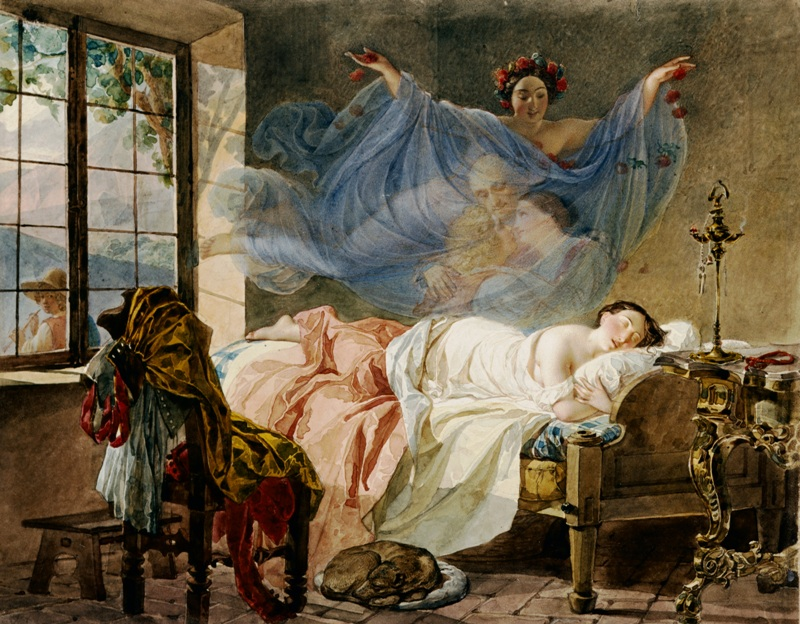
A Dream of a Girl Before a Sunrise, Karl Brjoellov, ca. 1830-1833

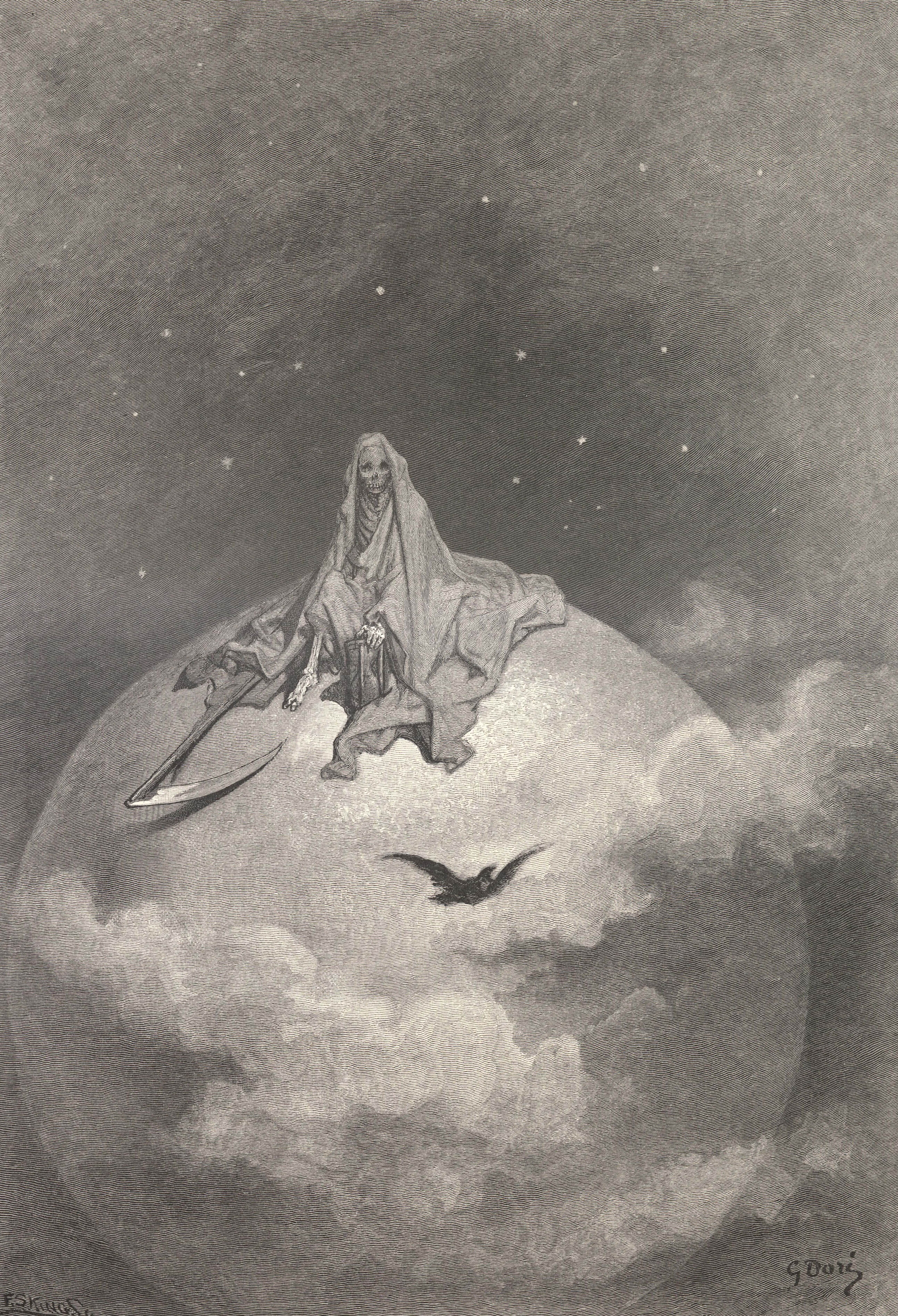
Dreaming dreams no mortal ever dared to dream before, Paul Gustave Doré

Een geheel andere theorie van de droom is gebaseerd op de fysiologie van de hersenen en is afkomstig van Hobson en McCarley. Deze theorie is bekend geworden als de 'activatiesynthesetheorie'. In het kort komt deze theorie erop neer dat tijdens de remslaap in de hersenen gebieden worden geactiveerd die in de waaktoestand alleen actief zijn als zij visuele indrukken uit de omgeving ontvangen. Tijdens de slaap ontbreekt deze input, en probeert het rationele brein de chaotische (vooral visuele) belevingen in de hersenen tot een enigszins samenhangend verhaal samen te smeden.
Deze theorie kan ook verklaren waarom de droominhoud vaak vreemd of bizar is. Volgens de psychoanalytische droomtheorie van Freud komt dit omdat een censor de droominhoud verdraait. Deze bevat namelijk onderdrukte wensen die bedreigend zijn voor het bewustzijn. De censor fungeert dus als een soort vervormer: een machine die de droominhoud in een symbolische code verpakt.
Activatiesynthesetheorie gaat uit van een eenvoudiger principe. De droominhoud is inderdaad chaotisch en bizar. Maar dat komt doordat de fysiologische activaties in de visuele schors, door het ontbreken van externe prikkels, structuur in tijd en ruimte missen. Het 'rationele' brein probeert nu deze ruwe informatiestroom te integreren. Volgens deze visie fungeert de droomslaap dus eerder als synthesizer: een machine die ruwe indrukken en belevingen samenvoegt.

## Visie van Freud
In het boek Die Traumdeutung (eerste druk 1900, herziene achtste druk december 1929) betrok Sigmund Freud de droom bij zijn visie op de psychoanalyse. Het werk gaat uit van wat Freud het onbewuste noemde. Freud zei zelf over dit boek: "De droomduiding is in werkelijkheid de koninklijke weg naar het onbewuste, de betrouwbaarste basis voor psychoanalyse" (Duits: Die Traumdeutung ist in Wirklichkeit die Via regia zum Unbewussten, die sicherste Grundlage der Psychoanalyse).
Tijdens de slaap is de bewustzijnsgraad sterk verminderd. De weerstand is niet geheel opgeheven, maar zijn kracht is verzwakt. De verdrongen psychische inhouden krijgen in de droom een onherkenbare vermomming waardoor ze de censors weten te verschalken. Dromen zijn dus substituutbevredigingen van verdrongen complexen. Dromen hebben dus een geheime zijde, de latente droominhoud. Het verklaren ervan noemt men droomduiding.
In 1867 werd het boek Les Rêves et les Moyens de Les Diriger: Observations Pratiques van Marquis d'Hervey de Saint-Denys gepubliceerd. Het is het eerste wetenschappelijke werk dat droomprocessen bestudeert, mogelijk gemaakt doordat de auteur zich naar eigen zeggen aangeleerd had bewust te zijn tijdens zijn dromen. De inhoud van dit geschrift staat haaks op Freuds dogmatische opvatting van de betekenis van dromen.
Carl Gustav Jung, een leerling van Freud, was er ook van overtuigd dat dromen boodschappen bevatten voor de dromer en dat dromers hier voor hun eigen bestwil aandacht aan zouden moeten besteden. Het zou hen ook kunnen helpen om inzicht te krijgen in de eigen emotionele problemen. Met name steeds terugkerende dromen hebben volgens Jung een bijzondere betekenis. Ze zijn een waarschuwing dat de dromer zijn aandacht zou moeten richten op bepaalde problemen, die hij op dat ogenblik verwaarloost. Zolang dat niet het geval is, blijft de droom met steeds dezelfde beelden en symbolen terugkeren.

## Dromen bij inslapen en ontwaken
Soms kunnen bij het inslapen of ontwaken extreem levendige droombeelden optreden, die moeilijk van de werkelijkheid zijn te onderscheiden. Men spreekt hierbij ook wel van sluimerhallucinaties. Deze toestanden kunnen nog worden onderscheiden in twee vormen: tijdens het inslapen (hypnagoge hallucinaties, of: hypnagogie) of ontwaken (hypnopompe hallucinaties, of hypnopompie).

## Dromen in verhalen
De droom is een veelvoorkomend onderdeel in verhalen. Vaak heeft de droom daarbij een voorspellend karakter. In Bijbelboeken, zowel in het Oude Testament als in het Nieuwe Testament, staan daar voorbeelden van en zijn verder vele dromen beschreven.
De Franse striptekenaar Jacques Tardi tekende Het ware verhaal van de onbekende soldaat, een nachtmerrieachtig stripverhaal over de laatste minuten van een stervende soldaat in de loopgraven.
Deze strip maakte hij, op het einde na, door te improviseren om hiermee het van-de-hak-op-de-takkarakter van de droom na te bootsen.
Het Suske en Wiske-verhaal De dromendiefstal veronderstelt dat het mogelijk is om dromen te "stelen". Daardoor raakt de mensheid enorm geïrriteerd en verward, men moet uiteindelijk gebruikmaken van hallucinogene paddenstoelen uit Cambodja om weer te kunnen dromen.
De film Spellbound bevat een surrealistische droomscène waarvoor Alfred Hitchcock de decors liet bouwen door Salvador Dali.
De Amerikaanse regisseur David Lynch heeft meerdere surrealistische films gemaakt waarin dromen een grote rol spelen, zoals Mulholland Drive, Lost Highway en Inland Empire. Ook in Twin Peaks heeft FBI-agent Dale Cooper voorspellende dromen om een moord op te lossen.
Klaas Vaak laat kinderen slapen en brengt dromen.
In de film Inception van regisseur Christopher Nolan kan men zelfs in dromen inbreken. En terwijl deze gespecialiseerde mensen dit doen, kunnen ze zelfs bewust een gedachte in of uit iemands hoofd planten.
In het boek De GVR van de Britse schrijver Roald Dahl blaast de GVR(Grote Vriendelijke Reus) 's nachts met een speciale trompet dromen naar de slapende mensen. Deze dromen vangt hij met een vangnet in "Dromenland". Van deze eigenschap maken de GVR en Sofie gebruik om Groot-Brittannië te redden van de andere veel gevaarlijkere reuzen.

## Dromen in gedichten
In gedichten wordt dikwijls een term zoals "ik droomde" gebruikt. Meestal heeft de dichter dan niet de bedoeling een droom te beschrijven. Een voorbeeld is het gedicht Tijd van M. Vasalis dat begint met Ik droomde dat ik langzaam leefde. Echte dromen worden wel in gedichten verwerkt, maar zelden voorafgegaan door de term "ik droomde".

## Eigenschappen van dromen
Tijdens het dromen zijn afstanden vaak niet reëel. Personen kunnen van de ene persoon in de andere persoon veranderen. Vaak is het mogelijk te vliegen. Ook zijn eigenschappen van ruimtes of plaatsen vaak gemixt met andere ruimtes of plaatsen.

## Dromen bij dieren
Hoewel dieren niet zoals mensen hun dromen kunnen navertellen, is uit wetenschappelijk onderzoek gebleken dat ook zij, en zeker hogere zoogdieren die een REM-slaap doormaken, kunnen dromen. Over het dromen bij zoogdieren die geen typische REM-slaap vertonen zoals monotremen, walvisachtigen, Afrikaanse olifanten en Arabische oryxen, kan twijfel bestaan.